# عشق چیز باشکوهی است (فیلم)
عشق چیز باشکوهی است (به انگلیسی: Love Is a Many-Splendored Thing) فیلمی ۱۰۲ دقیقه‌ای به کارگردانی هنری کینگ با بازی جنیفر جونز است.
این فیلم برنده جایزه اسکار بهترین ترانه اوریژینال و جایزه اسکار بهترین موسیقی اوریژینال در سال ۱۹۵۵ شده‌است.
فیلم «عشق چیز با شکوهی است» ساخته شده بر اساس رمانی به همین نام از نویسنده‌ی چینی-بلژیکی معروف، هان سوین(Han Suyin) می‌باشد. هان سوین با نام واقعی«الیزابت کومبر» در این کتاب به زندگی عاشقانه‌ی خود با همسرش ،خبرنگار روزنامه‌ی تایمز پرداخته است.

## بازیگران
- جنیفر جونز
- ویلیام هولدن
- ویرجینیا گرگ
- فیلیپ آن
- ویرجینیا گرگ
- تورین تاچر
- کم تانگ